# 120 TCN
Năm 120 TCN là một năm trong lịch Julius. 